# نسيم ولي خان
نسيم ولي خان (بالأردية: نسيم ولی خان، 1933 - 16 مايو 2021) كانت سياسية من باكستان. كانت نسيم والي خان زعيم حزب عوامي الوطني. كانت نسيم الرئيس الإقليمي السابق والزعيم البرلماني لحزب عوامي الوطني في مجلس مقاطعة خيبر بختونخوا.
ولدت في عام 1933. كانت واحدة من القادة الرئيسيين للتحالف الوطني الباكستاني وصنعت التاريخ في عام 1977 كأول امرأة منتخبة من مقعد عام في إقليم خيبر بختونخوا في انتخابات عام 1977.
تزوجت نسيم والي خان من خان عبد الولي خان عام 1954. كانت والدة سانجين والي خان (متوفى) والدكتور جولالاي والي خان. توفيت نسيم في 16 مايو 2021 في شرسادا، باكستان.